# Rajpramukh

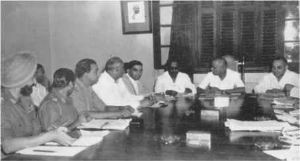
Die indischen Rajpramukhs in einer vom Staatsministerium einberufenen Konferenz (in den 50er Jahren)

Rajpramukh war ein Verwaltungstitel in Indien, der von der Unabhängigkeit Indiens 1947 bis 1956 bestand. Rajpramukhs waren die ernannten Gouverneure bestimmter indischer Provinzen und Staaten. 